# Konstantin Rodzaïevsky
Konstantin Vladimirovitch Rodzaïevsky (en russe : Константи́н Влади́мирович Родзае́вский ; 11 août 1907 - 30 août 1946) était le chef du Parti fasciste russe, qu'il dirigea exilé en Mandchourie. Rodzaïevsky était également le rédacteur en chef du journal Nash Put'. Après la défaite des forces anticommunistes dans la guerre civile russe, lui et ses partisans ont fui vers la Chine sous contrôle japonais. Il a été attiré par le NKVD pour revenir de l'immigration en Union soviétique avec de fausses promesses d'immunité et exécuté après un procès-spectacle dans la cave de la prison de Loubianka pour « activités antisoviétiques et contre-révolutionnaires ».

## Biographie

### Le fascisme russe
Né à Blagovechtchensk dans une famille de la classe moyenne sibérienne, il fuit l'Union soviétique pour la Mandchourie, alors aux mains de la clique du Fengtian en 1925. À Harbin, Rodzaïevsky entre à la faculté de droit (ru) et rejoint l'Organisation fasciste panrusse. Le 26 mai 1931, il devient secrétaire général du Parti fasciste russe nouvellement créé. En 1934, le parti fusionne avec l'Organisation fasciste panrusse d'Anastasy Vonsyatsky et Rodzaïevsky en devient le chef en 1936. S'inspirant de Benito Mussolini, il utilise également une croix gammée identique à celle des Nazis comme symbole de son mouvement. Il emprunte d'autres codes esthétiques au fascisme comme les chemises noires. 
Par ailleurs, Rodzaïevsky fonde "l'Extrême-Orient russe, Moscou", une organisation internationale d'émigrés blancs basée à Harbin mais avec des bureaux dans une vingtaine de pays, le plus important d'entre eux étant à New York. 

### Au Mandchoukouo
Rodzaïevsky compte environ 12 000 partisans au Mandchoukouo. Au cours du 2600e anniversaire de la fondation de l'empire du Japon, Rodzaïevsky, accompagné d'un groupe de personnes privilégiées, rend hommage à l'empereur Hirohito lors de la célébration officielle dans la région.

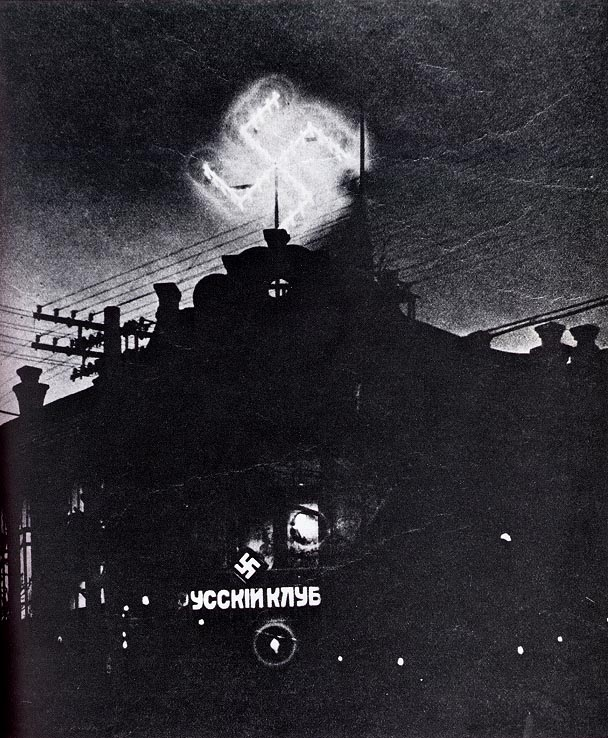
Le QG des fascistes russes à Manzhouli.

Les fascistes installent une grande croix gammée au néon dans leur succursale de Manzhouli (Manchouli), à moins de 3 km de la frontière soviétique. Cette installation scintille 24 heures sur 24 dans le but de narguer les autorités soviétiques qui peuvent l'observer depuis Otpor, de l'autre côté de la frontière. Rodzaïevsky attend le jour où, laissant ces panneaux sur la frontière russe, il mènera les forces anti-soviétiques blanches, rejoignant le général blanc Vladimir Kislitsine (en) et l'armée impériale japonaise, dans une bataille visant à « libérer le peuple russe du régime soviétique ». Pour ce faire, Rodzaïevsky forme le détachement d'Asano (nom donné aux forces spéciales russophones de l'armée du Kwantung) avec l'assentiment des Japonais qui semblent momentanément intéressés par la création d'un État russe blanc en Mandchourie extérieure.

## Seconde Guerre mondiale et exécution
Pendant la Seconde Guerre mondiale, Rodzaïevsky tente de lancer une lutte ouverte contre le bolchevisme, mais les autorités japonaises limitent les activités de la demande de propositions à des actes de sabotage en Union soviétique. Antisémite notoire, Rodzaïevsky publie de nombreux articles dans les journaux du parti, Nash Put et Notre nation ; il est également l’auteur de la brochure La fin de Judas et du livre 'La judaïsation contemporaine du monde ou la question juive au XXe siècle.

### Retour en URSS
Pendant l'invasion soviétique de la Mandchourie, Rodzaïevsky quitte Harbin pour Shanghai, toujours sous occupation japonaise. Là-bas, il écrit un article dans lequel il revient sur la plupart de ses positions. Il reconnait par exemple une certaine continuité entre la période tsariste et la période soviétique en prenant pour exemples les modifications récentes apportées aux uniformes de l'armée rouge ou encore les louanges de Koutouzov et de Souvorov chantées par Staline, qu'il compare par ailleurs à Ivan Ier Kalita. Les autorités soviétiques promettent alors à Rodzaïevsky l'amnistie ainsi qu'un emploi intéressant dans le journalisme en échange de son retour au pays. Séjournant quelques semaines dans les locaux de l'ambassade soviétique à Pékin, Rodzaïevsky rentre en URSS le 25 octobre 1945 après plus de vingt années d'exil. À son arrivée à l'aéroport, il est arrêté par le NKVD avant d'être envoyé à Moscou.

### Procès
Le 26 août 1946, le procès dit des "Semenovites" s'ouvre devant le Collège militaire de la Cour suprême de l'URSS. Lors de celui-ci, Konstantin  Rodzaïevsky (défendu par l'avocat N. P. Beliov) est jugé en compagnie d'autres émigrés blancs tels que l'ataman Grigori Semenov, le général Lev Vlassievski (ru), le général Alekseï Bakcheïev (ru), le prince Nikolaï Oukhtomski (ru), Ivan Mikhaïlov (ru), Lev Okhotine et Boris Chepounov (ru). Tous les accusés plaident coupables et sont, à l'exception d'Oukhtomski et d'Okhotine, condamnés à la peine de mort au titre de l'article 58 du code pénal de la RSFSR. Les exécutions ont lieu le 30 août (jour du verdict) dans les sous-sols de la Loubianka.